# Xoanodera marmorata
Xoanodera marmorata es una especie de escarabajo longicornio del género Xoanodera, tribu Cerambycini, subfamilia Cerambycinae. Fue descrita científicamente por Gressitt y Rondon en 1970.

## Descripción
Mide 16-22 milímetros de longitud.

## Distribución
Se distribuye por Borneo y Laos.